# Романіни
Романіни — село в Україні, в Улашанівській сільській громаді Шепетівського району Хмельницької області. Населення становить 250 осіб.

## Географія
Селом протікає річка Богушівка, права притока Горині. На схід від села розташована ботанічна пам'ятка природи «Дуби велетні».

## Історія
На початку 20 століття присілок, Заславського повіту, Жуківської волості — 19 будинків і 93 жителі, цегельня.
У 1906 році село Жуківської волості Ізяславського повіту Волинської губернії. Відстань від повітового міста 26 верст, від волості 12. Дворів 21, мешканців 97.
7 (20) листопада 1917 року, відповідно до Третього Універсалу Української Центральної Ради, увійшло до складу Української Народної Республіки.
12 червня 2020 року, відповідно до розпорядження Кабінету Міністрів України № 727-р «Про визначення адміністративних центрів та затвердження територій територіальних громад Хмельницької області», увійшло до складу Улашанівської сільської територіальної громади.
19 липня 2020 року, в результаті адміністративно-територіальної реформи та ліквідації Славутського району, село увійшло до складу новоутвореного Шепетівського району.

## Населення
Згідно з переписом УРСР 1989 року чисельність наявного населення села становила 323 особи, з яких 160 чоловіків та 163 жінки.
За переписом населення України 2001 року в селі мешкало 250 осіб.

### Мова
Розподіл населення за рідною мовою за даними перепису 2001 року:
| Мова       | Відсоток |
| ---------- | -------- |
| українська | 98,00 %  |
| російська  | 1,60 %   |
| інші       | 0,40 %   |

## Символіка
Затверджена 21 жовтня 2015 року рішенням № 2 XLVIII сесії сільської ради VI скликання.

### Герб
В срібному полі з червоною мурованою главою три кущики чорниці з зеленими листками і лазуровими ягодами, два і один. Щит вписаний в золотий декоративний картуш і увінчаний золотою сільською короною Внизу картуша напис «РОМАНІНИ».
Мурована глава — символ виробництва цегли. Чорниця — символ навколишніх лісів. Корона означає статус поселення.

### Прапор
Квадратне полотнище розділене горизонтально у співвідношенні 1:3 на верхнє червоне муроване поле і нижнє біле. На нижньому полі три кущики чорниці з зеленими листками і синіми ягодами, два і один.